# 1. Sport-Club Göttingen von 1905 1994-1995
Questa voce raccoglie le informazioni riguardanti il 1. Sport-Club Göttingen von 1905 nelle competizioni ufficiali della stagione 1994-1995.

## Stagione
Nella stagione 1994-1995 il Göttingen, allenato da Karl-Heinz Mrosko, concluse il campionato di Regionalliga Nord al 16º posto e fu retrocesso in Oberliga. In Coppa di Germania il Göttingen fu eliminato al primo turno dall'Eintracht Francoforte.

## Rosa
| N. |                     | Ruolo | Calciatore          |
| -- | ------------------- | ----- | ------------------- |
|    | Germania (bandiera) | P     | Stefan Bürger       |
|    | Germania (bandiera) | D     | Stefan Bettenhausen |
|    | Germania (bandiera) | D     | Ralf Walle          |
|    | Lituania (bandiera) | D     | Arunas Zekas        |
|    | Lituania (bandiera) | C     | Romas Cirba         |
|    | Germania (bandiera) | C     | Tobias Dietrich     |
|    | Germania (bandiera) | C     | Jan-Uwe Gundel      |

| N. |                     | Ruolo | Calciatore         |
| -- | ------------------- | ----- | ------------------ |
|    | Germania (bandiera) | C     | Andreas Heimbüchel |
|    | Germania (bandiera) | C     | André Hoppmann     |
|    | Croazia (bandiera)  | C     | Zoran Škerjanc     |
|    | Germania (bandiera) | A     | Sylvio Hoffmann    |
|    | Germania (bandiera) | A     | Mark Hoppmann      |
|    | Germania (bandiera) | A     | Rüdiger Schulz     |
|    | Germania (bandiera) | A     | René Westphal      |

## Organigramma societario
Area tecnica
- Allenatore: Karl-Heinz Mrosko
- Allenatore in seconda:
- Preparatore dei portieri:
- Preparatori atletici:
- Analisi video:

## Calciomercato

### Sessione estiva
| Acquisti | Acquisti       | Acquisti | Acquisti |
| R.       | Nome           | da       | Modalità |
| -------- | -------------- | -------- | -------- |
| C        | Zoran Škerjanc | Pazinka  |          |

| Cessioni | Cessioni        | Cessioni              | Cessioni |
| R.       | Nome            | a                     | Modalità |
| -------- | --------------- | --------------------- | -------- |
| C        | Dennis Fuchs    | Magdeburgo            |          |
| C        | Thomas Strecker | Eintracht Norderstedt |          |

## Risultati

### Regionalliga

#### Girone di andata
| 30 luglio 1994, ore 15:00 CEST 1ª giornata | Kickers Emden | 0 – 0 | Göttingen |  |

| 5 agosto 1994, ore 15:00 CEST 2ª giornata | Göttingen | 0 – 1 | Eintracht Braunschweig |  |

| 21 agosto 1994, ore 15:00 CEST 3ª giornata | Herzlake | 2 – 0 | Göttingen |  |

| 27 agosto 1994, ore 15:00 CEST 4ª giornata | Göttingen | 2 – 1 | Lüneburger |  |

| 3 settembre 1994, ore 15:00 CEST 5ª giornata | Göttingen | 1 – 1 | Holstein Kiel |  |

| 11 settembre 1994, ore 15:00 CEST 6ª giornata | Osnabrück | 3 – 0 | Göttingen |  |

| 18 settembre 1994, ore 15:00 CEST 7ª giornata | Göttingen | 1 – 1 | 93 Amburgo |  |

| 25 settembre 1994, ore 15:00 CEST 8ª giornata | Lurup | 1 – 2 | Göttingen |  |

| 8 ottobre 1994, ore 15:00 CET 9ª giornata | Göttingen | 4 – 1 | TuS Celle |  |

| 16 ottobre 1994, ore 15:00 CET 10ª giornata | Lubecca | 3 – 0 | Göttingen |  |

| 22 ottobre 1994, ore 15:00 CET 11ª giornata | Göttingen | 2 – 1 | Hoisdorf |  |

| 30 ottobre 1994, ore 15:00 CET 12ª giornata | Werder Brema II | 1 – 1 | Göttingen |  |

| 6 novembre 1994, ore 15:00 CET 13ª giornata | Göttingen | 2 – 0 | Wilhelmshaven |  |

| 13 novembre 1994, ore 15:00 CET 14ª giornata | Bremerhaven FC | 2 – 0 | Göttingen |  |

| 19 novembre 1994, ore 15:00 CET 15ª giornata | Göttingen | 1 – 4 | Oldenburg |  |

| 3 dicembre 1994, ore 15:00 CET 16ª giornata | Concordia Amburgo | 2 – 0 | Göttingen |  |

| 11 dicembre 1994, ore 15:00 CET 17ª giornata | Göttingen | 1 – 1 | Amburgo II |  |

#### Girone di ritorno
| 25 marzo 1995, ore 15:00 CET 18ª giornata | Göttingen | 0 – 1 | Kickers Emden |  |

| 4 febbraio 1995, ore 15:00 CET 19ª giornata | Eintracht Braunschweig | 0 – 0 | Göttingen |  |

| 12 febbraio 1995, ore 15:00 CET 20ª giornata | Göttingen | 0 – 1 | Herzlake |  |

| 19 febbraio 1995, ore 15:00 CET 21ª giornata | Lüneburger | 0 – 2 | Göttingen |  |

| 25 febbraio 1995, ore 15:00 CET 22ª giornata | Holstein Kiel | 0 – 2 | Göttingen |  |

| 5 marzo 1995, ore 15:00 CET 23ª giornata | Göttingen | 0 – 1 | Osnabrück |  |

| 12 marzo 1995, ore 15:00 CET 24ª giornata | 93 Amburgo | 0 – 0 | Göttingen |  |

| 18 marzo 1995, ore 15:00 CET 25ª giornata | Göttingen | 0 – 4 | Lurup |  |

| 31 marzo 1995, ore 18:00 CEST 26ª giornata | TuS Celle | 2 – 2 | Göttingen |  |

| 9 aprile 1995, ore 15:00 CEST 27ª giornata | Göttingen | 0 – 1 | Lubecca |  |

| 22 aprile 1995, ore 15:00 CEST 28ª giornata | Hoisdorf | 1 – 4 | Göttingen |  |

| 29 aprile 1995, ore 15:00 CEST 29ª giornata | Göttingen | 0 – 1 | Werder Brema II |  |

| 7 maggio 1995, ore 15:00 CEST 30ª giornata | Wilhelmshaven | 1 – 1 | Göttingen |  |

| 12 maggio 1995, ore 18:00 CEST 31ª giornata | Göttingen | 1 – 2 | Bremerhaven FC |  |

| 21 maggio 1995, ore 15:00 CEST 32ª giornata | Oldenburg | 3 – 0 | Göttingen |  |

| 26 maggio 1995, ore 18:00 CEST 33ª giornata | Göttingen | 2 – 1 | Concordia Amburgo |  |

| 3 giugno 1995, ore 15:00 CEST 34ª giornata | Amburgo II | 3 – 3 | Göttingen |  |

### Coppa di Germania
| Arbitro: | Friedrichs |

|  |           |                                                                 |
|  | Marcatori | 4’ Dickhaut 18’ Yeboah 34’, 35’ Furtok 85’ Tskhadadze 88’ Legat |

## Statistiche

### Statistiche di squadra
| Competizione      | Punti | In casa | In casa | In casa | In casa | In casa | In casa | In trasferta | In trasferta | In trasferta | In trasferta | In trasferta | In trasferta | Totale | Totale | Totale | Totale | Totale | Totale | DR  |
| Competizione      | Punti | G       | V       | N       | P       | Gf      | Gs      | G            | V            | N            | P            | Gf           | Gs           | G      | V      | N      | P      | Gf     | Gs     | DR  |
| ----------------- | ----- | ------- | ------- | ------- | ------- | ------- | ------- | ------------ | ------------ | ------------ | ------------ | ------------ | ------------ | ------ | ------ | ------ | ------ | ------ | ------ | --- |
| Regionalliga Nord | 37    | 17      | 5       | 3       | 9       | 17      | 23      | 17           | 4            | 7            | 6            | 17           | 24           | 34     | 9      | 10     | 15     | 34     | 47     | -13 |
| Coppa di Germania | -     | 1       | 0       | 0       | 1       | 0       | 6       | 0            | 0            | 0            | 0            | 0            | 0            | 1      | 0      | 0      | 1      | 0      | 6      | -6  |
| Totale            | 37    | 18      | 5       | 3       | 10      | 17      | 29      | 17           | 4            | 7            | 6            | 17           | 24           | 35     | 9      | 10     | 16     | 34     | 53     | -19 |

### Andamento in campionato
| Giornata  | 1 | 2  | 3  | 4  | 5  | 6  | 7  | 8  | 9  | 10 | 11 | 12 | 13 | 14 | 15 | 16 | 17 | 18 | 19 | 20 | 21 | 22 | 23 | 24 | 25 | 26 | 27 | 28 | 29 | 30 | 31 | 32 | 33 | 34 |
| --------- | - | -- | -- | -- | -- | -- | -- | -- | -- | -- | -- | -- | -- | -- | -- | -- | -- | -- | -- | -- | -- | -- | -- | -- | -- | -- | -- | -- | -- | -- | -- | -- | -- | -- |
| Luogo     | T | C  | T  | C  | C  | T  | C  | T  | C  | T  | C  | T  | C  | T  | C  | T  | C  | C  | T  | C  | T  | T  | C  | T  | C  | T  | C  | T  | C  | T  | C  | T  | C  | T  |
| Risultato | N | P  | P  | V  | N  | P  | N  | V  | V  | P  | V  | N  | V  | P  | P  | P  | N  | P  | N  | P  | V  | V  | P  | N  | P  | N  | P  | V  | P  | N  | P  | P  | V  | N  |
| Posizione | 9 | 15 | 17 | 15 | 14 | 15 | 15 | 13 | 10 | 12 | 10 | 10 | 8  | 11 | 13 | 14 | 13 | 14 | 13 | 16 | 15 | 13 | 15 | 14 | 15 | 15 | 15 | 15 | 15 | 16 | 16 | 16 | 16 | 16 |

Legenda:

Luogo: C = Casa; T = Trasferta. Risultato: V = Vittoria; N = Pareggio; P = Sconfitta.

### Statistiche dei giocatori
| S. Bettenhausen | 1 | 0 | 1 | 0 |
| S. Bürger       | 1 | 0 | 0 | 0 |
| R. Cirba        | 1 | 0 | 0 | 0 |
| T. Dietrich     | 1 | 0 | 0 | 0 |
| J. Gundel       | 1 | 0 | 0 | 0 |
| A. Heimbüchel   | 1 | 0 | 0 | 0 |
| S. Hoffmann     | 1 | 0 | 0 | 0 |
| A. Hoppmann     | 1 | 0 | 1 | 0 |
| M. Hoppmann     | 1 | 0 | 0 | 0 |
| R. Schulz       | 1 | 0 | 0 | 0 |
| R. Walle        | 1 | 0 | 0 | 0 |
| R. Westphal     | 0 | 0 | 0 | 0 |
| A. Zekas        | 1 | 0 | 0 | 0 |
| Z. Škerjanc     | 1 | 0 | 0 | 0 |